# Tom Wilkinson
Thomas Geoffrey Wilkinson (Leeds, 5 februari  1948 – 30 december 2023) was een Britse acteur. Hij werd in 2002 genomineerd voor een Academy Award voor zijn hoofdrol in In the Bedroom en nogmaals in 2008 voor zijn bijrol in Michael Clayton. Tot de acteerprijzen die hem daadwerkelijk werden toegekend, behoren een BAFTA Award voor The Full Monty, zowel een Golden Globe als een Emmy Award voor de miniserie John Adams, een Satellite Award voor Michael Clayton en de juryprijs van het Sundance Film Festival voor In the Bedroom.
Wilkinson werd in 2005 benoemd tot Officier in de Orde van het Britse Rijk vanwege zijn verdiensten voor drama.
Wilkinson trouwde in 1988 met de actrice Diana Hardcastle, met wie hij twee dochters kreeg.
Hij overleed op 75-jarige leeftijd.

## Filmografie
*Exclusief 20+ televisiefilms
| - SAS: Red Notice (2021) - Dr. Bird's Advice for Sad Poets (2021) - Dead in a Week (Or Your Money Back) (2018) - The Titan (2018) - The Happy Prince (2018) - Burden (2018) - The Catcher Was a Spy (2018) - This Beautiful Fantastic (2016) - Denial (2016) - Snowden (2016) - The Choice (2016) - Jenny's Wedding (2015) - Little Boy (2015) - Bone in the Throat (2015) - Ufinished Business (2015) - Selma (2014) - Good People (2014) - The Grand Budapest Hotel (2014) - Felony (2013) - Belle (2013) - The Lone Ranger (2013) - The Samaritan (2012) - Mission: Impossible – Ghost Protocol (2011) - The Green Hornet (2011) - The Ghost Writer (2010) - 44 Inch Chest (2009) - Duplicity (2009) - Valkyrie (2008) - A Number (2008) - RocknRolla (2008) - Michael Clayton (2007) - Cassandra's Dream (2007) - Dedication (2007) - The Last Kiss (2006) - The Night of the White Pants (2006) - Ripley Under Ground (2005) - Separate Lies (2005) | - The Exorcism of Emily Rose (2005) - Batman Begins (2005) - Piccadilly Jim (2005) - A Good Woman (2004) - Stage Beauty (2004) - Eternal Sunshine of the Spotless Mind (2004) - If Only (2004) - Girl with a Pearl Earring (2003) - Before You Go (2002) - The Importance of Being Earnest (2002) - Black Knight (2001) - Another Life (2001) - In the Bedroom (2001) - Chain of Fools (2000) - Essex Boys (2000) - The Patriot (2000) - Ride with the Devil (1999) - Molokai: The Story of Father Damien (1999) - Shakespeare in Love (1998) - Rush Hour (1998) - The Governess (1998) - Oscar and Lucinda (1997) - Wilde (1997) - The Full Monty (1997) - Smilla's Sense of Snow (1997) - Jilting Joe (1997) - The Ghost and the Darkness (1996) - Sense and Sensibility (1995) - Priest (1994) - A Business Affair (1994) - Prince of Jutland (1994) - In the Name of the Father (1993) - Paper Mask (1990) - Sylvia (1985) - Wetherby (1985) - Parker (1984) - Smuga cienia (1976, aka The Shadow Line) |

- Bibsys: 4006156
- Biblioteca Nacional de España: XX1371791
- Bibliothèque nationale de France: cb140212587 (data)
- Catàleg d'autoritats de noms i títols de Catalunya: 981058520525906706
- Gemeinsame Normdatei: 137806795
- International Standard Name Identifier: 0000 0001 1075 1877
- Library of Congress Control Number: no98086115
- Nationale Bibliotheek van Letland: 000268060
- MusicBrainz: f16e08ae-8d38-4563-ab5a-9855164e0a8f
- Nationale Bibliotheek van Tsjechië: xx0047021
- Nationale Bibliotheek van Israël: 987007605319405171
- Nationale Bibliotheek van Polen: a0000001674531
- Nederlandse Thesaurus van Auteursnamen: 341146315
- Réseau des bibliothèques de Suisse occidentale: 02-A018603723
- SNAC: w63n35jp
- Système universitaire de documentation: 076631311
- Virtual International Authority File: 85597250
- WorldCat: E39PBJfrPMV8mcFbv9yVKrcQMP